# Temporada de combates no Afeganistão

Baixas da Coalizão por mês desde o início da guerra, mostrando picos sazonais em torno dos meses de verão.

O termo "temporada de combates" ou "temporada de lutas" no Afeganistão (em inglês:  Afghanistan fighting season) refere-se ao reinício cíclico dos combates a cada primavera durante a Guerra no Afeganistão devido ao clima e fatores econômicos. Essa temporada geralmente ocorre de abril a outubro com as chamadas 'ofensivas de primavera' dos talibãs.

## Fatores
Alguns fatores podem explicar esse fenômeno:
- O Afeganistão sofre com um inverno rigoroso e, que combinado com o sistema de transporte precário afegão, deixa muitas partes do país bloqueadas pela neve até a primavera. Muito significativamente, deixa muitas rotas para o Paquistão, de onde provêm recrutas e armas, intransitáveis por meses. [4]

- As papoulas de ópio são plantadas no início de outubro e a colheita começa em abril.[5][6] Assim, a mão de obra que estava ligada ao comércio do ópio é liberada para lutar entre abril e outubro.

- As madrassas no Paquistão entram em recesso durante a primavera. Novos recrutas submetidos a treinamento religioso e militar geralmente se oferecem como voluntários para lutar no Afeganistão. [7][4]

## Temporadas notáveis
- 2011 - Operação Badar[8]
- 2012 - Operação Al Faruq[9]
- 2013 - Operação Khalid bin Waleed[10]
- 2014 - Operação Jaibar[11]
- 2015 - Operação Azm[12]
- 2016 - Operação Omari[13]
- 2017 - Operação Mansuri[14]
- 2018 - Operação Al Khandaq[15]
- 2019 - Operação Al-Fath. O Talibã anunciou que a temporada de combates começaria em 12 de abril, depois de interromper as negociações de paz. [16][17]
- 2021 - ofensiva talibã de 2021[18]